# Ilka Quindeau
Ilka Quindeau (* 1962 in Duisburg) ist eine deutsche Psychoanalytikerin, Psychologin und Soziologin. Sie ist Professorin für Klinische Psychologie und Psychoanalyse an der Frankfurt University of Applied Sciences und Lehranalytikerin der Deutschen Psychoanalytischen Vereinigung (DPV) sowie der International Psychoanalytical Association (IPA). Quindeau arbeitet als Psychoanalytikerin in eigener Praxis in Berlin und ist zudem Fellow am Zentrum für Antisemitismusforschung der Technischen Universität Berlin. Ein Schwerpunkt ihrer Arbeit liegt in der Verbindung psychoanalytischer Konzepte mit gesellschaftstheoretischenm Fragestellungen, insbesondere zu Geschlecht, Begehren, Trauma und Erinnerungspolitik. Im Sommer 2023 war sie Vortragende der Adorno-Vorlesungen am Frankfurter Institut für Sozialforschung zum Thema Antisemitismus und Psychoanalyse.

## Akademischer Werdegang
Ilka Quindeau studierte Psychologie an der Friedrich-Alexander-Universität Erlangen und Soziologie an der Goethe-Universität Frankfurt am Main. Im Nebenfach studierte sie Sexualwissenschaft bei Volkmar Sigusch. Ihre Dissertation im Fach Psychologie begann sie bei Alfred Lorenzer mit einer Arbeit zu Lebensgeschichten von Holocaust-Überlebenden und schloss sie 1994 als erste Promovendin von Marianne Leuzinger-Bohleber an der Universität Kassel ab. Im Rahmen dieser Arbeit absolvierte sie einen zweisemestrigen Forschungsaufenthalt bei Judith Kestenberg in New York. Zudem arbeitete sie mehrere Jahre in Forschungskooperationen mit Yad Vashem und AMCHA in Israel. Ab 1994 begann sie ihre psychoanalytische Ausbildung am Sigmund-Freud-Institut in Frankfurt am Main. Ihre Habilitationsstelle hatte sie bei Hans-Volker Werthmann am Institut für Psychoanalyse der Goethe-Universität inne. Den Institutsabschluss erlangte sie 1998 am Frankfurter Psychoanalytischen Institut (FPI), das DPV-Kolloquium absolvierte sie 1999. Für ihre Habilitationsschrift Spur und Umschrift erhielt sie 2005 den Wolfgang-Loch-Preis für herausragende Arbeiten zur psychoanalytischen Theorie. 2003 habilitierte sie sich im Fach Soziologie an der Universität Flensburg. Von 2002 bis 2004 war sie Professorin für Psychologie an der Evangelischen Hochschule Ludwigshafen. Anschließend wurde sie auf eine Professur für Klinische Psychologie an der Frankfurt University of Applied Sciences berufen, wo sie bis heute tätig ist. Ende 2024 lehnte sie einen Ruf auf die Professur für Psychoanalytische Pädagogik an der Universität Wien ab und nahm stattdessen ein Bleibeangebot der Frankfurt University of Applied Sciences an. Neben ihrer Professur lehrte Quindeau als Privatdozentin am Institut für Allgemeine Erziehungswissenschaft der Goethe-Universität Frankfurt. Von 2018 bis 2020 war sie Präsidentin der International Psychoanalytic University (IPU) Berlin. Seit 2013 ist sie Lehranalytikerin der Deutschen Psychoanalytischen Vereinigung (DPV) und der International Psychoanalytical Association (IPA).

## Werk
In ihrer wissenschaftlichen Arbeit verbindet Quindeau psychoanalytische Theoriebildung mit kultur- und gesellschaftstheoretischen Analysen. Ihre Forschungsschwerpunkte umfassen:

### Psychoanalytische Theoriebildung
Quindeau entwickelt zentrale Konzepte der Psychoanalyse weiter – darunter Unbewusstes, Trieb, Erinnerung und Begehren. Im Zentrum ihrer Arbeit steht eine subjekt- und alteritätstheoretisch fundierte Psychoanalyse, die auf einer kritischen Relektüre Freuds und einer Weiterentwicklung von Jean Laplanches Allgemeiner Verführungstheorie basiert. In kritischer Auseinandersetzung mit den klassischen Schriften arbeitet sie am Projekt einer alteritätstheoretischen Psychoanalyse, in dem das „Primat des Anderen“ betont wird: Das triebhafte, heteronome Unbewusste bildet den Kern des Subjekts, begrenzt dessen Autonomie und Selbstbestimmung und macht die Fremdheit im Eigenen zum Ausgangspunkt jeder psychischen Struktur. Für Quindeau stehen das Unbewusste, das Trauma und das Sexuelle exemplarisch für das Nicht-Repräsentierte bzw. Nicht-Repräsentierbare, das körperlich und psychisch verankert ist und das Erleben und Verhalten tiefgreifend beeinflusst. Psychoanalytisches Verstehen bewegt sich daher an der Grenze zwischen Sozialität, Körperlichkeit und Psychischem – und ist dadurch konstitutiv auf interdisziplinäre Perspektiven angewiesen.

### Sexualitäts- und Geschlechterforschung
In ihrer Sexualitätstheorie plädiert Quindeau für die Abkehr von Heteronormativität und binären Modellen. Sexualität wird von Quindeau nicht als biologische Gegebenheit verstanden, sondern als konflikthafte Szene kultureller Einschreibung und psychischer Dynamik. Sie betont die Rolle von Ambiguität und Begehrensdynamiken jenseits fixer Identitäten und kritisiert die phallozentrische Sichtweise der klassischen Psychoanalyse. Dabei greift sie das Konzept der „Zirklusion“ auf, das Penetration nicht nur passiv empfangend, sondern auch aktiv umschließend versteht. Auf dieser Grundlage entwickelt sie eine Theorie der Lust jenseits der phallischen Logik. Während der COVID-19-Pandemie forschte sie zudem zu Begehren und Intimität unter den Bedingungen sozialer Isolation.

### Trauma- und Erinnerungsforschung
Quindeau verbindet ihre klinischen Erfahrungen mit einer psychoanalytischen Theorie des Traumas, die sich deutlich von linearen Ereignismodellen abhebt. Sie betont die Bedeutung der Nachträglichkeit: Traumata entstehen nicht unmittelbar durch äußere Gewalterfahrungen, sondern in deren psychischer Verarbeitung, oft zeitversetzt und unbewusst. Dabei kritisiert sie die inflationäre Verwendung des Traumabegriffs und warnt vor seiner Funktion als universelle Erklärungskategorie für psychisches Leiden. Stattdessen plädiert sie für ein Verständnis von Trauma als unbewusste Szene, in der affektive Konflikte, Erinnerung und Begehren in komplexer Weise zusammenwirken. Im Zentrum steht eine subjektorientierte Perspektive, die eine symbolische Umschrift traumatischer Erfahrung in der Übertragungsbeziehung ermöglicht.

### Antisemitismusforschung
In ihren Adorno-Vorlesungen 2023, erschienen 2025 unter dem Titel Psychoanalyse und Antisemitismus (Suhrkamp), unterzieht sie gängige Erklärungsmodelle – etwa den autoritären Charakter und das Schuldabwehr-Theorem – einer kritischen Revision. Sie argumentiert, dass Antisemitismus als kulturell übertragene, unbewusste Konfliktlösungsstrategie verstanden werden muss, die nicht pathologisch, sondern strukturell verankert ist. Ihr Ansatz zielt auf ein szenisches Verstehen antisemitischer Affekte und rückt die affektive Dimension gesellschaftlicher Ideologie in den Mittelpunkt. Die Kritik müsse daher auf Selbstreflexion und nicht auf moralische Zuschreibung setzen.

### Therapeutische Beziehung
Auch die psychoanalytische Praxis selbst ist Gegenstand von Quindeaus theoretischer Arbeit. Sie analysiert die affektive Dynamik von Nähe, Liebe und Begehren in der therapeutischen Beziehung und plädiert für einen professionellen Umgang mit diesen Spannungen. Gefühle wie Nähe, Zuneigung oder erotische Übertragung versteht sie nicht als Störungen, sondern als wesentliche Bestandteile des analytischen Prozesses, deren bewusste Reflexion sie als zentral für die psychoanalytische Praxis begreift. Die therapeutische Situation erscheint bei ihr als sozialer und symbolischer Raum, in dem gesellschaftliche Machtverhältnisse, kulturelle Einschreibungen und unbewusste Konflikte aufeinandertreffen. Konzepte wie Anerkennung, affektive Resonanz und symbolische Vermittlung bilden dabei zentrale Achsen ihrer klinisch-theoretischen Reflexion.

## Aktuelle Forschungsprojekte
- No Touching! Die Coronakrise und gesellschaftliche Diskurse über Sexualität (2021–2023): Analyse von Sexualitätsdiskursen während der COVID-19-Pandemie im Spannungsfeld von Begehren, Verzicht und Verbot; interdisziplinäre Perspektiven auf mediale, gesellschaftliche und psychodynamische Verarbeitungen von Krisenerfahrungen.[8]

- Deconstructing Toxic Narratives – Trainingsprogramm für Journalist:innen (2023– 2024): Entwicklung affektsensibler Interventionsstrategien gegen antisemitische Verschwörungsnarrative in sozialen Medien. Psychoanalytisch fundierte Konzepte zur Unterstützung journalistischer Community-Arbeit im digitalen Raum.[12]
- IKIP – Innovative Kommunikationsstrategien zur Intervention und Prävention bei digitalen Desinformationskampagnen (2023–2026): Konzeptualisierung narrativer Präventions- und Interventionsformate bei Desinformation auf Grundlage latenter Frames. Integration dokumentarischer Medienanalyse mit psychodynamischer Szenenanalyse und empirischer Dispositionsforschung.[13]

## Institutionelle Tätigkeiten
- Präsidentin der International Psychoanalytic University (IPU) Berlin (2018–2020)[5]
- Fellow am Zentrum für Antisemitismusforschung der TU Berlin (seit 2020)[1]
- Vorsitzende der Sigmund Freud Stiftung e. V. (seit 2012)[14]

## Öffentliche Positionierungen
Quindeau äußerte sich wiederholt zu politischen und gesellschaftlichen Debatten. So kritisierte sie im Rahmen ihrer Tätigkeit als IPU-Präsidentin die geplante Reform des Psychotherapeutengesetzes, insbesondere hinsichtlich der akademischen Reduktion und der finanziellen Benachteiligung zukünftiger Psychotherapeuten. Ihre Adorno-Vorlesungen (2023) stießen auf breite Resonanz in Fachkreisen und führten zu Diskussionen über Antisemitismus, Erinnerungspolitik und linke Selbstkritik. Im Vorfeld der Bundestagswahl 2025 sprach sie sich öffentlich für die Wahl der Partei Die Linke aus.

## Rezeption
Ilka Quindeaus Adorno-Vorlesungen und das daraus hervorgegangene Buch Psychoanalyse und Antisemitismus wurden in Fachkreisen und überregionalen Medien intensiv besprochen. Hervorgehoben wurden die theoretische Schärfe, die Verbindung klinischer Erfahrung mit gesellschaftskritischer Analyse sowie ihr Versuch, antisemitische Affekte als unbewusste Konfliktlösungsstrategien zu deuten. Ihre Abgrenzung vom klassischen Konzept des autoritären Charakters stieß dabei auf unterschiedliche Bewertungen: Während manche Rezensent*innen sie als notwendige Weiterentwicklung würdigten, bemängelten andere die fehlende materialistische Tiefenfundierung. Besondere Aufmerksamkeit erhielt Quindeaus Bereitschaft, auch linke Selbstgewissheiten zu hinterfragen. Sie kritisiert Tendenzen, sich der antisemitismuskritischen Selbstprüfung zu entziehen, und verweist auf ein verbreitetes Bedürfnis nach moralischer Selbstvergewisserung. Ihr Plädoyer für eine selbstreflexive Ambiguitätstoleranz wurde als mutig und herausfordernd wahrgenommen – nicht zuletzt, weil sie damit etablierte Positionen in gesellschaftskritischen Debatten irritiert und dabei eine klare, zugleich differenzierte Haltung wahrt.

## Auszeichnungen
- 2005: Wolfgang-Loch-Preis für herausragende Arbeiten zur psychoanalytischen Theorie (Spur und Umschrift, Fink 2004)[3]

## Schriften

### Monographien
- Quindeau, Ilka (2025): Psychoanalyse und Antisemitismus. Frankfurter Adorno-Vorlesungen 2023. Berlin: Suhrkamp.
- Ilka Quindeau: Sexualität. 3. überarbeitete Auflage. Psychosozial-Verlag, Gießen 2025, ISBN 978-3-8379-2155-7.
- Schmidbauer, Wolfgang & Quindeau, Ilka (2017): Der Wunsch nach Nähe – Liebe und Begehren in der Psychotherapie. München: Kösel.
- Dammasch, Frank & Quindeau, Ilka (2014): Männlichkeiten – Wie weibliche und männliche Psychoanalytiker Jungen und Männer behandeln. Stuttgart: Klett-Cotta.
- Quindeau, Ilka (2013): Seduction and Desire. The Psychoanalytic Theory of Sexuality since Freud. London/New York: Karnac.
- Quindeau, Ilka (2008): Verführung und Begehren. Die psychoanalytische Sexualtheorie nach Freud. Frankfurt a. M.: Campus.
- Quindeau, Ilka (2008): Psychoanalyse. Stuttgart: Reclam.
- Quindeau, Ilka (2004): Spur und Umschrift. Die konstitutive Bedeutung von Erinnerung in der Psychoanalyse. Gießen: Psychosozial-Verlag.
- Quindeau, Ilka (1995): Trauma und Geschichte. Interpretationen autobiographischer Erzählungen von Überlebenden des Holocaust. Gießen: Psychosozial-Verlag.

### Herausgeberschaften
- Quindeau, Ilka & Rauwald, Marianne (Hrsg.) (2017): Soziale Arbeit mit unbegleiteten minderjährigen Flüchtlingen. Traumapädagogische Konzepte für die Praxis. Weinheim: Beltz Juventa.
- Quindeau, Ilka & Brumlik, Micha (Hrsg.) (2012): Kindliche Sexualität – Konzepte und Kontroversen. Weinheim: Beltz Juventa.
- Quindeau, Ilka & Sigusch, Volkmar (Hrsg.) (2005): Freud und das Sexuelle. Psychoanalytische und sexualwissenschaftliche Perspektiven. Frankfurt a. M.: Campus.
- Quindeau, Ilka & Bayer, Lothar (Hrsg.) (2004): Die unbewusste Botschaft der Verführung. Interdisziplinäre Studien zur Verführungstheorie von Jean Laplanche. Gießen: Psychosozial-Verlag.

### Aufsätze

#### 2025
- Busch, Charlotte, Quindeau, Ilka, & Rieker, Peter (2025): Lust im Lockdown – Das Sexuelle unter dem Brennglas der Coronapandemie. Forum der Psychoanalyse, Heidelberg: Springer Medizin.
- Quindeau, Ilka (2025): Erinnerung als Antwort auf einen Anspruch. In: Wie erinnern und vergessen wir? Psychologische, neurophilosophische und geschichtswissenschaftliche Zugänge. Hrsg. von Agnès Arp, Christiane Kuller und Bernhard Strauß. Gießen: Psychosozial-Verlag, 2024, S. 181–196.

#### 2024
- Hock, Udo, Quindeau, Ilka, & Verner, Robin (2024): Remembering, Repeating and Working-Through—A Comparative Approach: Understanding Freud's Language Working Through Translation. In: On Freud’s “Remembering, Repeating and Working-Through”, 22–36. London: Routledge.
- Quindeau, Ilka: Biografisches Erinnern unter dem Primat des Anderen. In: Biografisches Erzählen in der Hochschulbildung. Impulse für pädagogische Professionalisierungsprozesse. Hrsg. von Marian Kratz, Andrea Dlugosch und Moritz Heß. Gießen: Psychosozial-Verlag, 2024, S. 57–71.

#### 2023
- Quindeau, Ilka (2023): Zirklusion – Genitale Sexualität jenseits von Kastration und Mangel. PSYCHE, 77(5), 404–426.
- Quindeau, Ilka (2023): Jenseits des Binären – Was sich von Trans*- und Inter* Personen über das Geschlecht lernen lässt. Forum der Psychoanalyse, 39(1).
- Quindeau, Ilka (2023): Männlich, weiblich, divers – Wie entwickelt sich Geschlechtsidentität? In: Körper – Eros – Identität. Sexualität und gelingende Beziehungen. Hrsg. von Dewi Maria Suharjanto und Joachim Valentin. Freiburg: Verlag Herder, 2023, S. 164–177.

#### 2022
- Quindeau, Ilka (2022): Männliche Erotik aus psychoanalytischer Sicht. In: Männliche Erotik. Hrsg. von Matthias Franz und André Karger. Göttingen: Vandenhoeck & Ruprecht, 2022, S. 38–55.

#### 2021
- Quindeau, Ilka (2021): Alterität und Psychoanalyse. In: Zwischen Phänomenologie und Psychoanalyse. Hrsg. von Barbara Schellhammer. Baden-Baden: Nomos, 2021 S. 69–78.
- Quindeau, Ilka (2021): Hetero-, Homo-, Bi-, Poly-, Pan-, .-Sexualität. In: Vom Lärmen des Begehrens. Hrsg. von Victora Preis, aaron Lahl und Patrick Henze-Lindhorst. Gießen: Psychosozial-Verlag, 2021, S. 125–139.

#### 2020
- Quindeau, Ilka (2020): Transgenerationale Weitergabe unter dem Primat des Anderen. In: In: Figurationen spätmoderner Lebensführung. Theoretische Bezüge und Fallmaterial aus Forschung und Belletristik. Hrsg. von Katarina Busch, Susanne Benzel, Benedikt Salfeld und Julia Schreiber. Wiesbaden: Springer VS, 2020, S. 29–44.
- Herrmann, Friederike & Quindeau, Ilka (2020): Wie die Inszenierung Greta Thunbergs den Generationenkonflikt entschärft – Eine Analyse latenter Frames im Mediendiskurs. Journalistik – Zeitschrift für Journalismusforschung, 3(1), 49–62.
- Quindeau, Ilka (2020): Kann die Psychoanalyse noch etwas zur Sexualwissenschaft beitragen? In: Die deutschsprachige Sexualwissenschaft. Hrsg. von Heinz-Jürgen Voß. Gießen: Psychosozial-Verlag, 2020, S. 191–209.
- Quindeau, Ilka (2020): Männlich, weiblich, divers? In: Geschlechterverwirrungen – Was wir wissen, was wir glauben und was nicht stimmt. Hrsg. von Barbara Rendtorff, Claudia Mahs und Anne‑Dorothee Warmuth. Frankfurt am Main: Campus Verlag, 2020, S. 125–130.
- Bornhauser, Niklas & Quindeau, Ilka (2020): Actualidad y posibilidades del conflicto de Edipo en el contexto del debate en torno al binarismo sexual – Consideraciones traductivas en torno al "Geschlecht". Revista Chilena de Literatura, 102, 249–272.